# Iglesia de los Santos Justo y Pastor (Granada)
La iglesia de los Santos Justo y Pastor es una iglesia católica de la ciudad española de Granada, comunidad autónoma de Andalucía, situada en la plaza de la Universidad.

## Historia
Fue construida por los jesuitas entre 1575 y 1621. Inicialmente estuvo dedicada a la Conversión de San Pablo, apareciendo este pasaje en el tondo que decora su fachada principal.[cita requerida]
Tras la expulsión de los jesuitas el templo quedó en desuso. Tras cuatro años vacío, acogió la Colegiata del Salvador y posteriormente se trasladó hasta este inmueble la parroquia de los Santos Justo y Pastor, denominándose así hasta la actualidad.

## Descripción
Aparece descrita en el Estudio descriptivo de los monumentos árabes de Granada, Sevilla y Córdoba (1885) de Rafael Contreras y Muñoz con las siguientes palabras:

San Justo y Pastor. Antigua iglesia de jesuítas, que ocupaban también los edificios que son hoy Universidad, Jardín Botánico y el Gobierno civil. Es de rica y esmerada construcción. Su planta latina, y su alzado greco-romano con una elevada cúpula. El retablo es bueno, la portada costosa, con esculturas de los Moras y otros detalles que demuestran el poderío de sus fundadores. Contiene cinco cuadros grandes de Atanasio para cerrar los nidios de relicarios, y otros cuatro de la vida de San Ignacio. Además los hay de Blanes, una Concepción de Atanasio, y otras obras de menos importancia.
(Contreras y Muñoz, 1885, p. 369)